# Ryan Jamaal Swain
Ryan Jamaal Swain, né le 13 mars 1991 à Orlando, est un acteur et danseur américain, notamment connu pour son rôle dans la série télévisée Pose.

## Biographie
Ryan Jamaal Swain est né dans une famille monoparentale le 13 mars 1991 à Orlando. Il est l'aîné de quatre enfants et a grandi à Birmingham, en Alabama.
Alors que les membres de sa famille s'orientaient vers le domaine de la santé, Swain montre très tôt une affinité pour les arts. Il commence à prendre des cours de claquettes à l'âge de 4 ans et  élargit son répertoire pour inclure le ballet, le jazz, la danse moderne et le hip-hop. Durant son enfance, Swain travaille avec l'Alabama Dance Academy, l'Alabama Ballet, la Red Mountain Theatre Company, le Birmingham Children's Theatre et le Virginia Samford Theatre.
Il est diplômé de l'université Howard et de la British American Drama Academy.

## Vie privée
Il est ouvertement queer.